# Gare de Champigny-sur-Yonne
Gare de Champigny-sur-Yonne – przystanek kolejowy w Champigny, w departamencie Yonne, w regionie Burgundia-Franche-Comté, we Francji.
Jest przystankiem kolejowym Société nationale des chemins de fer français (SNCF), obsługiwanym przez pociągi TER Bourgogne.

## Położenie
Znajduje się na wysokości 60 m .n.p.m., 94,023 km linii Paryż – Marsylia, pomiędzy stacjami Villeneuve-la-Guyard i Pont-sur-Yonne.

## Historia
Stacja została otwarta w 1849 roku.